# Choose Your Own Adventure
Choose Your Own Adventure (oft abgekürzt als CYOA) ist eine Serie von Spielbüchern, die zwischen 1979 und 1998 vom US-amerikanischen Verlagshaus Bantam Books publiziert wurde.

## Spielprinzip
Die Handlung eines CYOA-Spielbuchs ist in meist mehrere Seiten lange Abschnitte unterteilt; der Beginn des Buches ist dabei Abschnitt 1. Am Ende eines Abschnitts werden dem Spieler zwei oder mehr Möglichkeiten vorgeschlagen, was der Protagonist oder die Protagonisten als Nächstes tun soll oder sollen. Je nach Wahl des Lesers muss dieser zu einem spezifischen Abschnitt der Handlung weiterblättern, am Ende dessen er erneut vor eine Wahl gestellt wird. Die Handlung verästelt sich somit nach Art eines Baumdiagramms, wobei einzelne „Äste“ wieder zusammengeführt werden können. An einigen „Ästen“ endet die Handlung, wobei es in der Regel ein optimales Ende der Geschichte gibt und daneben alternative Enden oder ein vorzeitiges Scheitern des oder der Protagonisten möglich sind. In einigen der Bücher gibt es über 30 verschiedene Enden. Weiterhin ist das Verhältnis von „guten“ zu „schlechten“ Enden von Buch zu Buch unterschiedlich, und die Verzweigungen führen mitunter zu Rückwärtssprüngen im Buch (es muss zurückgeblättert werden, um in der Handlung voranzukommen). In Summe führen diese Unterschiede in der Handlungsführung dazu, dass der Leser zwischen den einzelnen Büchern keine Muster in der Handlungsführung erkennen kann, zudem erhöht sich der Anreiz, ein Buch erneut zu lesen.
CYOA-Geschichten werden in der Regel aus einer auktorialen Erzählsituation heraus erzählt. Das Geschlecht des Protagonisten ist in der Regel nicht festgelegt, was unter anderem darauf zurückzuführen ist, dass die Bücher zu etwa gleichen Teilen von Jungen und Mädchen gelesen werden. Die Bücher sind nicht auf bestimmte Genres beschränkt, mehrheitlich sind sie aber dem Genre Abenteuer und artverwandten Genres zuzuschreiben. Zielgruppe der ursprünglichen Buchserie waren Kinder im Alter von 7 bis 14 Jahren. Die oft gewaltsamen vorzeitigen Enden der Bücher wurden in der Vergangenheit von Kinderpsychologen als potenziell schädlich für die Entwicklung der Kinder kritisiert.

## Geschichte
Dem ursprünglichen Autor Edward Packard zufolge entstand CYOA im Rahmen von Gutenachtgeschichten, die er 1969 seinen Töchtern erzählte. Aus Mangel an Phantasie fragte der Anwalt seine Töchter inmitten einer Geschichte, wie diese weitergehen solle, und der Enthusiasmus, den die Töchter für diese Aufgabe aufbrachten, inspirierte ihn, dieses Erzählelement systematisch zu nutzen. Er schrieb das Spielbuch The Adventures of You on Sugar Cane Island, das er mehreren Verlagen erfolglos anbot. Fünf Jahre später suchte ein kleiner Independent-Verlag, Vermont Crossroads Press, nach innovativen Ideen für Kinderbücher, und Packard bot sein Buch erneut an. Der Vermont-Crossroads-Verleger Raymond Montgomery Jr. griff zu. Das Spielbuch verkaufte sich 8000 Mal, was ein signifikanter Erfolg war, und Packard schrieb drei weitere Spielbücher, die er über den Verlag J. B. Lippincott & Co. veröffentlichte.
Auf Anregung von Montgomery hin schlug Packard die Idee, eine Serie von Spielbüchern für Kinder und Jugendliche herauszubringen, dem Verlag Bantam Books vor. Bantam akzeptierte und publizierte die Serie ab 1979 als Choose Your Own Adventure, wobei die Vermont-Crossroads-Bücher zum Teil wiederveröffentlicht wurden. Choose Your Own Adventure entwickelte sich zu einem bahnbrechenden Erfolg. Bis Oktober 1981 waren bereits 4,5 Millionen Exemplare der bis dahin veröffentlichten elf Bücher verkauft worden, bis 1998 verkaufte Bantam 250 Millionen Bücher der Serie. Die Bücher erschienen in 38 Sprachen. Packards ehemaliger Verleger Montgomery stieg in das Verfassen von Spielbüchern ein; er und Packard schrieben jeweils bis zu vier Bücher pro Jahr. Um die Nachfrage zu decken, engagierte Bantam weitere Autoren, darunter aufstrebende Schriftsteller wie Ellen Kushner, Douglas Terman, Louise Munro Foley, Fred Graver, Ben M. Baglio und Montgomerys Ehefrau Shannon Gilligan.
Ab 1981 diversifizierte Bantam die Serie durch Spin-offs für spezielle Zielgruppen. In der Reihe Choose Your Own Adventure for Younger Readers wurde zwischen 1981 und 1992 52 Titel veröffentlicht, die eine jüngere Zielgruppe ansprechen sollten, sprachlich einfacher gehalten waren und weniger gewaltsame vorzeitige Spielenden enthielten. An eine noch jüngere Leserschaft richtete sich die zwölfteilige, zwischen 1984 und 1987 erschienene Serie Choose Your Own First Adventure, die pro Buch lediglich eine einzige zentrale Entscheidung enthielt. Die Reihe Choose Your Own Adventure: Walt Disney Series, komplett vom Kinderbuchautor Jim Razzi geschrieben, erschien zwischen 1985 und 1987, beinhaltete lizenzierte Disney-Charaktere und brachte es auf zwölf Titel. Weitere Serien mit lizenzierten Inhalten waren Choose Your Own Adventure, The Young Indiana Jones Chronicles (8 Titel, 1992–1993), Choose Your Own Star Wars Adventure (3 Titel, 1998). Zwischen 1995 und 1997 veröffentlichte Bantam, inspiriert durch den Erfolg der Kinderbuchreihe Goosebumps, 18 Titel der Reihe Choose Your Own Nightmare, die Gruselgeschichten für Kinder und Jugendliche umfasste. Die zwischen 1991 und 1992 aufgelegte Serie Choose Your Own Adventure - Space Hawks wies die Besonderheit auf, dass die Handlung über die sechs Einzeltitel hinweg kontinuierlich fortgeführt wurde.
1998 stellte Bantam die Veröffentlichung von CYOA-Büchern ein. 2003 verfielen die Rechte an den Büchern (die an die Autoren zurückfielen) und an der Marke. Montgomery, der nun die Rechte an 141 der veröffentlichten Bücher besaß, und seine Frau Gilligan gründeten einen Verlag namens ChooseCo, übernahmen die Marke CYOA und veröffentlichten ab 2006 zunächst Nachdrucke der ursprünglichen Bücher. Binnen neun Monaten verkaufte der Verlag nach eigenen Angaben 900.000 Kopien der zunächst wiederaufgelegten 18 Bücher. Packard gründete 2010 die Firma U-Ventures, die die CYOA-Bücher, an denen er selbst die Rechte besaß, für mobile Endgeräte neu zu veröffentlichen.

## Werke (Auszug)
| Nr. | Jahr | Titel (englisch)                  | Titel (deutsch)                 | Autor                 | Genre                     |
| --- | ---- | --------------------------------- | ------------------------------- | --------------------- | ------------------------- |
| 1   | 1979 | The Cave of Time                  |                                 | Edward Packard        | Zeitreisen                |
| 2   | 1979 | Journey Under the Sea             | Auf der Suche nach Atlantis     | R. A. Montgomery      | Abenteuer                 |
| 3   | 1979 | By Balloon to the Sahara          |                                 | Douglas Terman        | Abenteuer                 |
| 4   | 1980 | Space and Beyond                  |                                 | R. A. Montgomery      | Science-Fiction           |
| 5   | 1980 | The Mystery of Chimney Rock       |                                 | Edward Packard        | Krimi                     |
| 6   | 1980 | Your Code Name Is Jonah           |                                 | Edward Packard        | Spionage                  |
| 7   | 1980 | The Third Planet from Altair      |                                 | Edward Packard        | Science-Fiction           |
| 8   | 1980 | Deadwood City                     | 1000 Gefahren in Deadwood City  | Edward Packard        | Western                   |
| 9   | 1981 | Who Killed Harlowe Thrombey?      |                                 | Edward Packard        | Krimi                     |
| 10  | 1981 | The Lost Jewels of Nabooti        | Die Juwelen von Nabooti         | R. A. Montgomery      | Abenteuer                 |
| 11  | 1981 | Mystery of the Maya               |                                 | R. A. Montgomery      | Abenteuer                 |
| 12  | 1982 | Inside UFO 54-40                  |                                 | Edward Packard        | Science-Fiction           |
| 13  | 1982 | The Abominable Snowman            | Dem Yeti auf der Spur           | R. A. Montgomery      | Abenteuer                 |
| 14  | 1982 | The Forbidden Castle              |                                 | Edward Packard        | Fantasy                   |
| 15  | 1982 | House of Danger                   |                                 | R. A. Montgomery      | Krimi                     |
| 16  | 1982 | Survival at Sea                   |                                 | Edward Packard        | Abenteuer                 |
| 17  | 1983 | The Race Forever                  |                                 | R. A. Montgomery      | Abenteuer                 |
| 18  | 1983 | Underground Kingdom               | Das Königreich unter der Erde   | Edward Packard        | Abenteuer                 |
| 19  | 1983 | Secret of the Pyramids            | Das Geheimnis der Pyramiden     | Richard Brightfield   | Abenteuer                 |
| 20  | 1983 | Escape                            |                                 | R. A. Montgomery      | Science-Fiction, Spionage |
| 21  | 1983 | Hyperspace                        |                                 | Edward Packard        | Science-Fiction           |
| 22  | 1983 | Space Patrol                      |                                 | Julius Goodman        | Science-Fiction           |
| 23  | 1983 | The Lost Tribe                    |                                 | Louise Munro Foley    | Abenteuer                 |
| 24  | 1983 | Lost on the Amazon                | Verschollen im Urwald           | R. A. Montgomery      | Abenteuer                 |
| 25  | 1983 | Prisoner of the Ant People        |                                 | R. A. Montgomery      | Fantasy                   |
| 26  | 1983 | The Phantom Submarine             |                                 | Richard Brightfield   | Mystery                   |
| 27  | 1983 | The Horror of High Ridge          | Spuk in der Goldgräberstadt     | Julius Goodman        | Mystery                   |
| 28  | 1984 | Mountain Survival                 |                                 | Edward Packard        | Survival                  |
| 29  | 1984 | Trouble on Planet Earth           |                                 | R. A. Montgomery      | Krimi                     |
| 30  | 1984 | The Curse of Batterslea Hall      | Der Fluch von Schloß Batterslea | Richard Brightfield   | Mystery                   |
| 31  | 1984 | Vampire Express                   |                                 | Tony Koltz            | Horror                    |
| 32  | 1984 | Treasure Diver                    |                                 | Julius Goodman        | Abenteuer                 |
| 33  | 1984 | The Dragons' Den                  |                                 | Richard Brightfield   | Fantasy                   |
| 34  | 1984 | The Mystery of the Highland Crest |                                 | Louise Munro Foley    | Slice of Life             |
| 35  | 1984 | Journey to Stonehenge             | Das Rätsel von Stonehenge       | Fred Graver           | Abenteuer                 |
| 36  | 1984 | The Secret Treasure of Tibet      |                                 | Richard Brightfield   | Abenteuer                 |
| 37  | 1984 | War With The Evil Power Master    |                                 | R. A. Montgomery      | Fantasy                   |
| 38  | 1984 | Sabotage                          |                                 | Jay Leibold           | Spionage                  |
| 39  | 1984 | Supercomputer                     |                                 | Edward Packard        | Science-Fiction           |
| 40  | 1985 | The Throne of Zeus                |                                 | Deborah Lerme Goodman | Mythen                    |
| 41  | 1985 | Search for the Mountain Gorillas  |                                 | Jim Wallace           | Abenteuer                 |
| 42  | 1985 | The Mystery of Echo Lodge         |                                 | Louise Munro Foley    | Abenteuer                 |
| 43  | 1985 | Grand Canyon Odyssey              |                                 | Jay Leibold           | Abenteuer                 |
| 44  | 1985 | The Mystery of Ura Senke          |                                 | Shannon Gilligan      | Krimi                     |
| 45  | 1985 | You Are a Shark                   |                                 | Edward Packard        | Abenteuer                 |